# Sint-Clemenskerk (Hulsel)

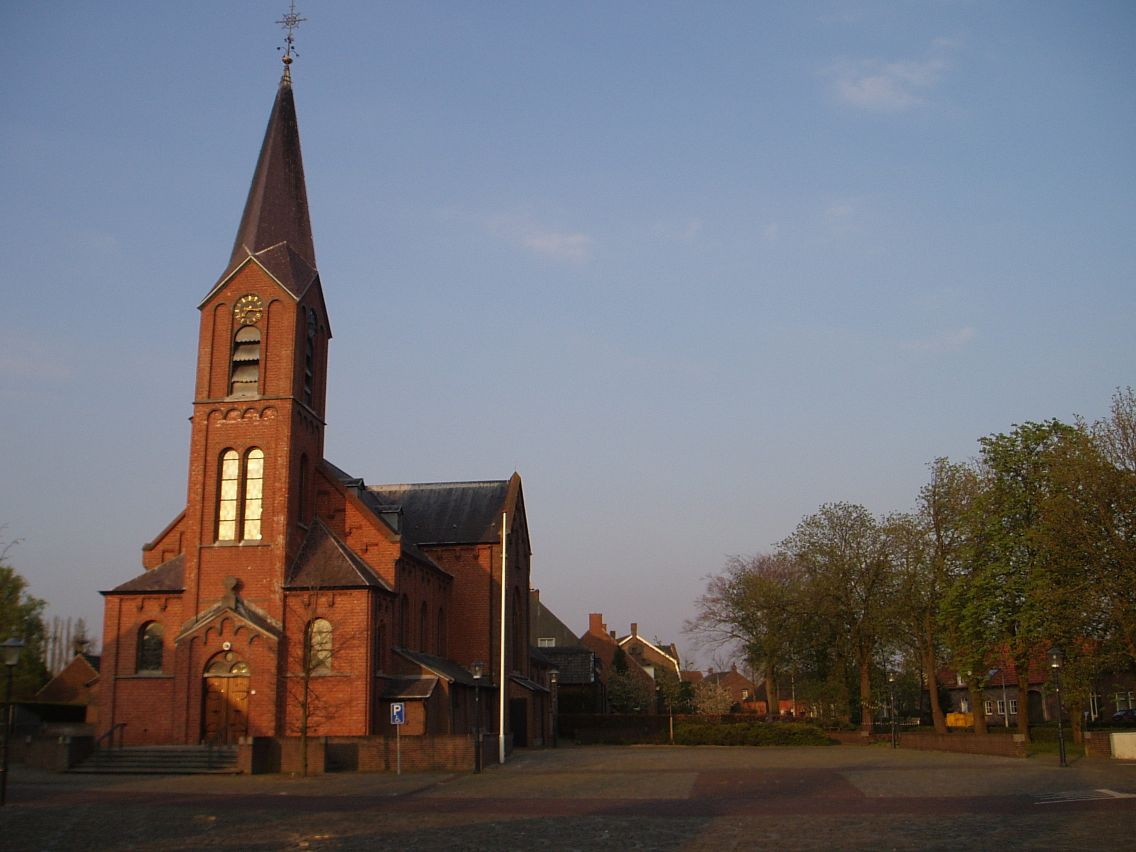
Sint-Clemenskerk

De Sint-Clemenskerk was de parochiekerk van de tot de Noord-Brabantse gemeente Reusel-De Mierden behorende plaats Hulsel. Het kerkgebouw is gelegen aan de Huisacker 2.

## Geschiedenis
In 1107 werd de eerste kerk van Hulsel gesticht. Later verrees er een gotisch kerkgebouw, dat in 1648 door de protestanten werd genaast. In 1809 kwam de kerk weer in bezit van de katholieken. 
In 1888 werd de kerk door brand verwoest, waarna ze werd vervangen door een neoromaans kerkgebouw. Het betrof een eenbeukig kruiskerkje met voorgebouwde toren, ontworpen door H.R. Hendriks.
In 1900 werd het koor vergroot naar ontwerp van Wilhelmus Theodorus van Aalst. In 1927 werden eenvoudige lage zijbeuken toegevoegd.
In 2014 werd de kerk onttrokken aan de eredienst. Het gebouw ging in 2016 dienst doen als woning, met behoud van het oude uiterlijk.